# Juri Tatsumi
Juri Tatsumi, född den 5 september 1979 i Ōsakasayama, Japan, är en japansk konstsimmare.
Hon tog OS-silver i lagtävlingen i konstsim i samband med de olympiska konstsimstävlingarna 2000 i Sydney.
Hon tog OS-silver igen i samma gren i samband med de olympiska konstsimstävlingarna 2004 i Aten.